# Tameswéoghin
Tameswéoghin, également orthographié Tamesouéoghin ou Tamswéoguin, est une commune rurale située dans le département de Zoungou de la province du Ganzourgou dans la région Plateau-Central au Burkina Faso.

## Géographie
Tameswéoghin est situé à environ 4 km au nord de Zoungou, le chef-lieu du département, et à 8 km au sud-est de Zorgho. La localité est également à 2,5 km au sud de la route nationale 4.

## Santé et éducation
Le centre de soins le plus proche de Tameswéoghin est le centre de santé et de promotion sociale (CSPS) de Zoungou, tandis que le centre médical avec antenne chirurgicale (CMA) se trouve à Zorgho.